# Spotkanie w przestworzach – antologia młodych
Spotkanie w przestworzach – antologia młodych – seria siedmiu antologii fantastyki naukowej najmłodszych polskich pisarzy wydawana w latach 1982–1989 przez Krajową Agencję Wydawniczą staraniami Andrzeja Wójcika i związanego z nim Ogólnopolskiego Klubu Miłośników Fantastyki i Science Fiction. Warunkiem zaistnienia w antologii był dorobek nieprzekraczający dwóch samodzielnie wydanych książek. Wszystkie opowiadania publikowane były po raz pierwszy w formie książkowej. Według informacji w samych książkach miało wyjść osiem antologii, jednak ostatnia (Spotkanie w przestworzach 8 – antologia młodych 1982, tom 2) nie ukazała się.

## Krytyka
Maciej Parowski mówi o pierwszych dwóch tomach antologii, że jest ona reprezentatywna dla twórczości młodego pokolenia lat 80.: „Słychać tam w niektórych tekstach lęk młodej generacji. (...) nie ociosany formalnie, ale autentyczny”. Dodaje także, że wskazują one, że „daje się problemy tych czasów [lat 80.] sygnalizować przy pomocy fantastyki”. Pisze także, że tomy „zawierały sporo opowiadań o charakterze antyutopii, określanych również pojęciem szerszym – social- i political fiction”.
Wojtek Sedeńko pisze, że była to próba stworzenia cyklicznej antologii, która mała „prezentować i promować nową polską fantastykę”. Niestety, opóźnienia wydawnicze spowodowały, że publikowane teksty – w zamierzeniu debiutanckie – ukazywały się po publikacjach książkowych niektórych autorów.
Pierwszy tom zrecenzował recenzent o pseudonimie "L.B." (prawdopodobnie Leszek Bugajski) dla „Fantastyki” (4/83, s. 51).

## Spotkanie w przestworzach 1 – antologia młodych ’79
Wydano w 1982 r. Redakcja i przedmowa: Andrzej Wójcik.
| Tytuł                                    | Autor                               |
| ---------------------------------------- | ----------------------------------- |
| W objęciach snu                          | Andrzej Drzewiński                  |
| Odnowa                                   | Andrzej Drzewiński                  |
| Ocalenie                                 | Andrzej Drzewiński                  |
| Antybajka                                | Zbigniew Dworak                     |
| Niezwykłe spotkanie w letnią noc         | Zbigniew Dworak                     |
| Esperia                                  | Zbigniew Dworak                     |
| Planeta grozy                            | Zbigniew Dworak                     |
| Miss sektora                             | Ryszard Głowacki                    |
| Robotomachia                             | Ryszard Głowacki                    |
| Antidotum                                | Ewa Kozarzewska                     |
| Lęk                                      | Mieczysław Kurpisz                  |
| Pościg                                   | Andrzej Krzepkowski                 |
| Człowiek z garbatym mózgiem              | Andrzej Krzepkowski                 |
| Wytrzymać ciszę                          | Andrzej Krzepkowski                 |
| Szczepant                                | Andrzej Krzepkowski i Leszek Olczak |
| Ostatni rejs „Liry”                      | Andrzej Leszczyński                 |
| Jestem z innej planety!                  | Andrzej Leszczyński                 |
| W pogoni za świtem                       | Andrzej Leszczyński                 |
| Cyrkulacja                               | Andrzej Leszczyński                 |
| Czterdziesta ósma                        | Andrzej Leszczyński                 |
| Tajemnicza broń                          | Andrzej Majchrzak                   |
| Tak bardzo chciał być człowiekiem, że... | Tadeusz Markowski                   |
| Strażnik                                 | Jan Maszczyszyn                     |
| Klepsydra                                | Janusz i Sławomir Milowie           |

## Spotkanie w przestworzach 2 – antologia młodych ’79
Wydano w 1982 r. Redakcja: Andrzej Wójcik.
| Tytuł                               | Autor                          |
| ----------------------------------- | ------------------------------ |
| Sen                                 | Andrzej Milczarek              |
| Labirynt                            | Jerzy Misiec                   |
| Wilki na wyspie                     | Julia Nidecka                  |
| Drwale i dziewczyna                 | Marek Oramus                   |
| Witaj w domu                        | Marek Oramus                   |
| Sposób umierania                    | Marek Oramus                   |
| Bunt robotników                     | Maciej Parowski                |
| Tajemnica hrabiego Edwarda          | Maciej Parowski                |
| Ekspertyza                          | Maciej Parowski                |
| Krach w branży wieków               | Maciej Parowski                |
| Muchy                               | Maciej Parowski                |
| To zdarza się co dzień              | Maciej Parowski                |
| Zbliżenie                           | Zbigniew Pietrzykowski         |
| Giganci                             | Zbigniew Pietrzykowski         |
| Podarunek morza                     | Zbigniew Prostak               |
| Kosmiczna ballada                   | Zbigniew Prostak               |
| Kontakt                             | Marek Rustecki                 |
| Jedyny prawdziwy                    | Jacek Rodek, Darosław J. Toruń |
| Historia z nieżyciowym zakończeniem | Darosław J. Toruń              |
| Idealne rozwiązanie                 | Andrzej Żelazny                |
| Sindbad na RQM 57                   | Wiktor Żwikiewicz              |

## Spotkanie w przestworzach 3 – antologia młodych ’80
Wydano w 1985 r. Redakcja: Elżbieta Solak i Andrzej Wójcik. Przedmowa: Andrzej Wójcik.
| Tytuł                       | Autor               |
| --------------------------- | ------------------- |
| Ostatnia noc niewidzialnych | Czesław Białczyński |
| Styk                        | Czesław Białczyński |
| Adaptacja                   | Eugeniusz Dębski    |
| Nic, tylko piasek           | Eugeniusz Dębski    |
| Szata Dejaniry              | Eugeniusz Dębski    |
| Życie w rytmie negatywnym   | Eugeniusz Dębski    |
| Na miliardach światów       | Marek Dryjański     |
| Człowiekiem jestem          | Andrzej Drzewiński  |
| Ich dwudziestu              | Andrzej Drzewiński  |
| Samodzielna decyzja         | Andrzej Drzewiński  |
| Zabawa w strzelanego        | Andrzej Drzewiński  |
| Zapomniany przez ludzi      | Andrzej Drzewiński  |
| U nich, na Ziemi            | Ryszard Głowacki    |
| Znudzony komputer           | Bogdan Jodkowski    |
| Magia i komputer            | Małgorzata Kondas   |
| Portret na tle pejzażu      | Małgorzata Kondas   |
| Spór o czarownicę           | Małgorzata Kondas   |
| W ogródku działkowym        | Małgorzata Kondas   |
| Wypożyczalnia snów          | Małgorzata Kondas   |

## Spotkanie w przestworzach 4 – antologia młodych ’80
Wydano w 1985 r. Redakcja: Elżbieta Solak i Andrzej Wójcik.
| Tytuł                                          | Autor                  |
| ---------------------------------------------- | ---------------------- |
| Nieporozumienie                                | Stefan Kot             |
| Co większe muchy                               | Jerzy Lipka            |
| Glebro, albo jasna dziura                      | Jerzy Lipka            |
| Nieobecność                                    | Michał Markowski       |
| I nastała noc, a potem poranek, dzień pierwszy | Tadeusz Markowski      |
| Arsenał                                        | Marek Oramus           |
| Eutanazja                                      | Marek Oramus           |
| Oni                                            | Zbigniew Pietrzykowski |
| Powrót                                         | Zbigniew Pietrzykowski |
| Bramy szaleństwa                               | Bogusław Woźniak       |
| Koloryt lokalny                                | Andrzej Ziemiański     |
| Zakład zamknięty                               | Andrzej Ziemiański     |
| Pi = 3,13                                      | Andrzej Zimniak        |
| Wędrowiec                                      | Andrzej Zimniak        |
| Zręby władzy                                   | Andrzej Zimniak        |
| Lustro                                         | Andrzej Żelazny        |

## Spotkanie w przestworzach 5 – antologia młodych ’81
Wydano w 1986 r. Redakcja: Elżbieta Solak i Andrzej Wójcik. Przedmowa: Andrzej Wójcik.
| Tytuł                               | Autor               |
| ----------------------------------- | ------------------- |
| Epidemia                            | Andrzej Drzewiński  |
| Punkt osobliwy                      | Andrzej Drzewiński  |
| Agent                               | Robert M. Faltzmann |
| Cosmopol                            | Robert M. Faltzmann |
| Imponderabilia                      | Robert M. Faltzmann |
| Opowiem ci jak to było              | Robert M. Faltzmann |
| Opowiedz mi o spadających gwiazdach | Robert M. Faltzmann |
| Tester                              | Robert M. Faltzmann |
| Nie czytaj przed snem               | Stanisław Kokesz    |

## Spotkanie w przestworzach 6 – antologia młodych
Wydano w 1989 r. Redakcja: Elżbieta Solak i Andrzej Wójcik.
| Tytuł                    | Autor                |
| ------------------------ | -------------------- |
| Broken Arrow             | Stefan Kot           |
| Gloria                   | Stefan Kot           |
| Uciec do jadowitych węży | Andrzej Majchrzak    |
| Obwód                    | Maciej Makowski      |
| Dialog przez rzekę       | Edmund Wnuk-Lipiński |
| Teatr                    | Edmund Wnuk-Lipiński |
| Transfer jaźni           | Edmund Wnuk-Lipiński |
| Pod ochroną              | Andrzej Zimniak      |

## Spotkanie w przestworzach 7 – antologia młodych
Wydano w 1989 r. Redakcja: Elżbieta Solak i Andrzej Wójcik. Przedmowa: Andrzej Wójcik.
| Tytuł                         | Autor              |
| ----------------------------- | ------------------ |
| Atak                          | Andrzej Augustynek |
| Sport to zdrowie              | Andrzej Augustynek |
| Model                         | Andrzej Augustynek |
| Głowa Kasandry                | Marek Baraniecki   |
| Karlgoro, godzina 18          | Marek Baraniecki   |
| Teatr w dolinie ciszy         | Marek Baraniecki   |
| Przetarg                      | Eugeniusz Dębski   |
| Żyć prawdziwym życiem         | Eugeniusz Dębski   |
| Forsa                         | Andrzej Drzewiński |
| Pomagajmy sobie               | Andrzej Drzewiński |
| Posłaniec                     | Andrzej Drzewiński |
| Bez apelacji                  | Adam Fierla        |
| Deneb III                     | Marek Hemmerling   |
| Droga                         | Marek Hemmerling   |
| W poszukiwaniu własnego końca | Marek Hemmerling   |
| Eksperyment                   | Małgorzata Kondas  |
| Jeszcze jedna pani Smith      | Małgorzata Kondas  |
| Wszystkie zgubione przedmioty | Małgorzata Kondas  |